# Кошелівка (притока Лючки)
Кошелівка (також Уторопець) — річка в Україні, в Яблунівській селищній громаді Косівського району Івано-Франківської області, права притока Лючки (басейн Дунаю).
Починається на північних схилах хребта Кошелівка (найвища точка 549 м.), яке простягається між річками Корови з півдня, Пістинька з південного сходу та дорогою Пістинь-Яблунів (автошлях Р24) з північного сходу.
Тече в північно-західному напрямку, по західній стороні від дороги, через село Уторопи, потім тече по східній стороні від дороги і впадає у Лючку у селі Стопчатів. Довжина — 7 кілометрів.

## Притоки
- Гори — ліва притока. Бере початок на  північному сході від гори Лебедин (803,1 м) у національному природному парку «Гуцульщина». Тече переважно на північний захід між пагорбами, вкритими хвойним лісом Кремениця (598 м) і Кошелівка (549 м) і у селі Уторопи впадає у Кошелівку[1]. Довжина річки — 4 кілометри.[2][3]

- Насарад — ліва притока.